# Blueprint (album)
Pour les articles homonymes, voir Blueprint (homonymie).
Albums de Rory Gallagher
Live In Europe
(1972) Tattoo
(1973)
Blueprint, paru début 1973, est le quatrième album de Rory Gallagher (le troisième en studio).

## L'album
Premier album avec Rod De'Ath et Lou Martin.

Tous les titres de la version originale ont été composés par Rory Gallagher.

L'album a été réédité plusieurs fois en CD dont une en 2000 par Buddah Records avec deux bonus tracks.

## Les musiciens
Rory Gallagher : voix, guitare, harmonica

Gerry McAvoy : basse

Rod De'Ath : batterie

Lou Martin : claviers

## Les titres
| No | Titre                        | Durée |
| -- | ---------------------------- | ----- |
| 1. | Walk On Hot Coals            | 7:03  |
| 2. | Daughter of the Everglades   | 6:13  |
| 3. | Banker's Blues               | 4:46  |
| 4. | Hands Off                    | 4:31  |
| 5. | Race the Breeze              | 6:54  |
| 6. | Seventh Son of a Seventh Son | 8:25  |
| 7. | Unmilitary Two-Step          | 2:49  |
| 8. | If I Had a Reason            | 4:30  |

| 9.  | Stompin' Ground | 3:31 |
| 10. | Treat Her Right | 4:00 |

## Informations sur le contenu de l'album
Treat Her Right est une reprise de Roy Head and the Traits (1965).